# 京畿高等学校
京畿高等学校（キョンギこうとうがっこう、朝: 경기고등학교、英: Kyunggi High School）は、大韓民国ソウル特別市江南区にある高等学校。1900年に開校。政財界に多くのOBがいる。同校からソウル大学校に進学した者はKSラインと呼ばれており、エリートコースの代名詞となっている。学生は約1,700人。

## 沿革
- 1900年10月3日 : 大韓帝国官立中学校が開校。
- 1906年9月1日 : 漢城高等学校に改称。
- 1911年11月1日 : 京城高等普通学校に改称。
- 1921年4月1日 : 京城第二高等普通学校（現・景福高等学校）開校に伴い、京城第一高等普通学校に改称。
- 1922年4月1日 : 京畿道に移管され、京城第一公立高等普通学校に改称。
- 1938年4月1日 : 京畿公立中学校に改称。
- 1951年8月31日 : 学制改革によって、京畿中学校（3年制）と京畿高等学校（3年制）に分かれる。
- 1969年 - 京畿中学校、生徒募集停止。
- 1971年2月28日 : 京畿中学校廃止。
- 1976年2月20日 : 京畿高等学校、江南区へ移転。

## 交通アクセス
- ソウル地下鉄7号線 清潭駅（チョンダムえき）2番出口

## 著名な出身者
- 鄭雲燦（経済学者、政治家）
- 金槿泰（政治家）
- ベンジャミン・W・リー（物理学者）
- 李会昌（政治家）
- 金昊淵（実業家、政治家、軍人）
- ナム・ジュン・パイク（現代美術家）
- 朴泰桓（競泳選手）
- 孫鶴圭（政治家）
- 韓悳洙（政治家）
- 印泰植（政治家）
- 洪錫炫（実業家）
- 金仲秀（韓国銀行総裁）
- 康容碩（弁護士）
- 黄教安（政治家）
- 李海翼（政治家）
- ジニョン（歌手、俳優）
- ファン・インタク（P1Harmony）
- ユン・ギホ（P1Harmony）
- 劉南碩（裁判官）[1]